# Robert Caunegre
Pas d'image ? Cliquez ici

a Compétitions nationales et continentales officielles uniquement.

b Matchs officiels uniquement.
 Robert Caunegre, né le 30 janvier 1913 à Bordeaux et mort le 10 décembre 1959 à Bordeaux, est un joueur de rugby à XV, ayant évolué au sein de l'équipe de France et pour le Stade bordelais, au poste d'ailier droit.

## Carrière de joueur

### En club
- Stade bordelais

### En équipe nationale
Il a disputé deux test matches en 1938 contre la Roumanie et l'Allemagne au cours desquels il a marqué deux essais soit six points.